# Nycteola glaucana
Nycteola glaucana är en fjärilsart som beskrevs av Lampa 1885. Nycteola glaucana ingår i släktet Nycteola och familjen trågspinnare. Inga underarter finns listade i Catalogue of Life.